# Sünürlü, Kurşunlu
Sünürlü là một xã thuộc huyện Kurşunlu, tỉnh Çankırı, Thổ Nhĩ Kỳ. Dân số thời điểm năm 2010 là 88 người.